# Ковпачка звичайна
Ковпачка звичайна (Encalypta vulgaris) — вид мохів порядку ковпачкальних (Encalyptales).

## Поширення
Батьківщиною є Європа, Африка Північна Америка, Азія, Австралія, Нова Зеландія.
Населяє неглибокий вапняний ґрунт над скелею.

## Характеристика
Стебла 5–20 мм, центральна нитка мала. Листки від широкодовгастих до язичкових, 3–4 мм, верхівки від широко гострих до тупих; клітини 8–14 мкм; базальні клітини гладкі. Спеціалізоване нестатеве розмноження відсутнє. Коробочкові ніжки 4–8 мм, жовтувато-червоні. Коробочка прямовисна, циліндрична, 2–3.5 мм, слабо прямобороздчаста, жовтувато-коричнева. Спори 22–35 мкм, бородавчасті, світло-коричневі.